# نوک‌شاخ قهوه‌ای آستن
نوک‌شاخ قهوه‌ای آستن (نام علمی: Anorrhinus austeni) گونه‌ای از نوک‌شاخ‌ها است که در جنگل‌های شمال شرقی هند و جنوب تا ویتنام و شمال تایلند یافت می‌شود. گاهی به عنوان یک زیرگونه از نوک‌شاخ قهوه‌ای تیکل گنجانده می‌شود.